# Heinz Raack (Tischtennisspieler)
Heinz Raack (* 30. November 1916 in Berlin-Friedenau; † 1. November 2003 in Spanien) war dreimal Deutscher Meister im Tischtennis.

## Die Zeit vor dem Tischtennis
Raack spielte seit seinem 12. Lebensjahr zunächst Fußball. Mit dem Verein SC Wilmersdorf wurde er mehrmals Berliner Meister der Jugend und Junioren. Nebenbei begann er Tischtennis zu spielen. Er trat dem Verein TTC Friedenau bei.

## Aktive Laufbahn
1935 wurde er mit dem TTC Friedenau Deutscher Mannschaftsmeister. Im gleichen Jahr erlernte er von dem Inder Wishnu Kirloskar das Spiel mit der Rückhand.
Raack bestritt zwischen 1950 und 1956 neun Länderspiele. Dabei nahm er auch an der Weltmeisterschaft 1952 teil. Er war am ersten Länderspiel einer deutschen Mannschaft nach dem Zweiten Weltkrieg beteiligt. Am 24. Januar 1950 trat er in Gelsenkirchen zusammen mit Hellmuth Hoffmann und Dieter Mauritz gegen Schweden an. Im November 1950 nahm Raack in Leipzig am ersten Wettkampf zwischen der Bundesrepublik und der DDR teil.
Raack war Angriffsspieler. 1941, 1948 und 1950 gewann er im Einzel die deutsche Meisterschaft; er war der erste Berliner, der eine deutsche Meisterschaft gewann. Außerdem wurde er mehrfach Norddeutscher und Berliner Meister. Er spielte bis 1938 für den Verein TTC Friedenau, danach für TSV Wittenau. 1947 gründete er den Verein BTTC Grün-Weiß Berlin, der aus einer Tennis- und einer Tischtennisabteilung bestand. 1950 war er Erster in der deutschen Rangliste. Und noch im Alter von 43 Jahren belegte er 1959 im Bundesranglistenturnier den sechsten Platz.

## Ehrenämter
Nach dem Ende seiner aktiven Laufbahn übernahm er mehrere Ehrenämter. So war er von 1958 bis 1974 Vizepräsident des Berliner Tisch-Tennis Verbandes. 1992 wurde er hier Ehrenmitglied. Weiterhin wirkte er im DTTB als Beisitzer im Sportgericht. Auch hier erhielt er die Ehrenmitgliedschaft.
Raack wurden zahlreiche Ehrungen zuteil, etwa die Goldene Ehrennadel des Berliner Tischtennis-Verbandes, die Goldene Ehrennadel des Senats von Berlin, die Silberne Ehrennadel des Berliner Tennis-Verbandes und die Silberne Ehrennadel der Stadt Neumünster.
1987 wurde er mit der goldenen Ehrennadel des DTTB für seine Verdienste geehrt. 1997 erhielt er den Dieter-Mauritz-Gedächtnispreis.

## Tennis
Raack war auch ein guter Tennisspieler. 1947 kam er in der Berliner Meisterschaft auf Rang drei. In den 1950er Jahren spielte er mit BTTC Grün-Weiß Berlin in der 1. Verbandsklasse.

## Privates
Raack arbeitete als Stadtinspektor in Berlin-Friedenau. Er war verheiratet mit seiner Ehefrau Hilde; beide hatten einen Sohn (Hans) und eine Tochter (Helga). Seinen Lebensabend verbrachte er bei seiner Tochter in Spanien.

## Erfolge
- Teilnahme Tischtennisweltmeisterschaften mit der deutschen Mannschaft
  - 1952 in Bombay – 9. Platz mit gesamtdeutschen Team

- Nationale deutsche Meisterschaften
  - 1935 Stettin: Einzel 3. Platz
  - 1940 Baden/Wien: Doppel 3. Platz (mit Heinz Benthien)
  - 1941 Dresden: Einzel 1. Platz
  - 1943 Breslau: Doppel 3. Platz (mit Kurt Braun)
  - 1944 Breslau: Einzel 3. Platz, Doppel 1. Platz (mit Hausner)
  - 1948 Göttingen: Einzel 1. Platz, Doppel 1. Platz (mit Helmut Deutschland)
  - 1950 Rheydt: Einzel 1. Platz, Doppel 1. Platz (mit Günter Felske)
  - 1956 Dortmund: Einzel 3. Platz, Mixed 3. Platz (mit Uschi Fiedler)

- Deutsche Mannschaftsmeisterschaften
  - 1935 Erfurt: Sieger mit TTC Berlin-Friedenau in der Aufstellung Thal, Heinz Raack, Worms, Robert Kinsky (gefallen 1941)[1], Schwarz, Dröbeljahr[2]
  - 1939 Hamburg: 3. Platz mit TSV Wittenau in der Aufstellung Erwin Münchow, Heinz Herbst (1918–1994), Heinz Raack, Helmut Deutschland, Herbert Elsholz (gefallen 1941)[3], Robert Kinsky und Herbert Schmigalla (1910–1981)[2]

## Turnierergebnisse
| Verband | Veranstaltung     | Jahr | Ort    | Land | Einzel    | Doppel    | Mixed        | Team |
| ------- | ----------------- | ---- | ------ | ---- | --------- | --------- | ------------ | ---- |
| GER     | Weltmeisterschaft | 1952 | Bombay | IND  | letzte 32 | letzte 32 | keine Teiln. | 9    |